# 阿萨格拉
阿萨格拉（西班牙語：Azagra）是西班牙纳瓦拉的一个市镇。总面积34平方公里，总人口3714人（2001年），人口密度109人/平方公里。